# Raiffeisen-Volksbank Oder-Spree
Die Raiffeisen-Volksbank Oder-Spree eG ist eine Genossenschaftsbank mit Sitz in der brandenburgischen Stadt Beeskow im Landkreis Oder-Spree.

## Geschichte
Die heutige Raiffeisen-Volksbank Oder-Spree eG entstand aus mehreren vorangegangenen Unternehmenszusammenschlüssen. Die wesentlichen Änderungen werden nachfolgend aufgezeigt. Im April 1990 übernahm die Bäuerliche Handelsgenossenschaft Beeskow eG (BHG) die Bank für Land- und Nahrungsgüterwirtschaft Beeskow eG (Filiale Beeskow der Bank für Land und Nahrungsgüterwirtschaft (BLN)) und wurde in die Raiffeisen Handels- und Bankgenossenschaft eG mit Sitz in Beeskow umgewandelt.
Im Juli 1990 wurde das Bankgeschäft der Raiffeisen Handelsgenossenschaft Lindenberg eG in Lindenberg an die Raiffeisen Handels- und Bankgenossenschaft eG Beeskow übertragen. Im selben Monat wurde die juristische Trennung der Raiffeisen Handels- und Bankgenossenschaft eG in den Bereich Handel (Raiffeisen-Handelsgenossenschaft eG) und in den Bereich Bank (Raiffeisenbank eG) vollzogen. Anfang November 1992 übernahm die Raiffeisenbank eG Beeskow die Raiffeisenbank Oderland eG mit dem Sitz in Eisenhüttenstadt, die aus der Raiffeisen-Handels- und Bankgenossenschaft Ziltendorf mit dem Sitz in Ziltendorf und der Filiale Eisenhüttenstadt der BLN entstanden ist.
Im Januar 2001 erfolgte die Namensänderung in Raiffeisen-Volksbank Oder-Spree eG mit Sitz in Beeskow. Im Juli 2001 übernahm die Raiffeisen-Volksbank Oder-Spree eG die Filiale Frankfurt (Oder) der Berliner Volksbank eG. Im Jahre 2010 wurde die Filiale in Bad Saarow eröffnet.

## Rechtsverhältnisse
Die Raiffeisen-Volksbank Oder-Spree eG ist im Genossenschaftsregister beim Amtsgericht Frankfurt/Oder unter GnR 5 eingetragen.

## Organisationsstruktur
Rechtsgrundlagen sind das Genossenschaftsgesetz und die durch die Generalversammlung beschlossene Satzung. Organe der Bank sind der Vorstand, der Aufsichtsrat und die Generalversammlung. Der Vorstand der Bank besteht aus drei Mitgliedern, die vom Aufsichtsrat bestellt werden. Der Vorstand leitet die Bank eigenverantwortlich, vertritt diese nach außen und führt die Geschäfte.
Der Aufsichtsrat wird von der Generalversammlung gewählt. Er überwacht die Geschäftsführung des Vorstandes und kontrolliert die Geschäftsergebnisse. Des Weiteren überprüft der Aufsichtsrat den Jahresabschluss und berichtet jährlich in der Generalversammlung über seine Tätigkeit. Die Generalversammlung und der Aufsichtsrat sind entscheidende Gremien für die Einflussnahme der Mitglieder auf die Bank. Für die Mitwirkung der Mitglieder ist laut Satzung die Generalversammlung verantwortlich, in der jedes Mitglied genau eine Stimme hat.

## Sicherungseinrichtung
Die Raiffeisen-Volksbank Oder-Spree eG ist der amtlich anerkannten Sicherungseinrichtung des Bundesverbandes der Deutschen Volksbanken und Raiffeisenbanken GmbH und der zusätzlichen freiwilligen Sicherungseinrichtung des Bundesverbandes der Deutschen Volksbanken und Raiffeisenbanken e.V. angeschlossen.

## Geschäftsausrichtung
Die Raiffeisen-Volksbank Oder-Spree eG betreibt das Universalbankgeschäft. Die Bank ist Mitglied im Bundesverband der Deutschen Volksbanken und Raiffeisenbanken e. V. (BVR), des Genossenschaftsverband e. V. und der Genossenschaftlichen Finanzgruppe. Die Raiffeisen-Volksbank Oder-Spree eG unterscheidet sich durch die einer Genossenschaft zugrundeliegenden Genossenschaftsidee von den Wettbewerbern auf dem Bankenmarkt. Die Mitglieder sind sowohl Teilhaber als auch Geschäftspartner. Im Verbundgeschäft arbeitet sie mit der DZ Bank, R+V Versicherung, Bausparkasse Schwäbisch Hall, Teambank, VR Leasing,  DZ Hyp und der Union Investment zusammen.

## Ausbildung
Die Bank bietet die Berufsausbildung zur Bankkauffrau/zum Bankkaufmann in verkürzter und Regelausbildungszeit sowie in Verbindung mit einem Dualen Studium an. Diese Ausbildung wird durch zusätzliche Bildungsmaßnahmen unterstützt.

## Regionales Engagement
Die Bank ist als Genossenschaftsbank regional tätig. Im Rahmen des sozialen Engagements unterstützt und fördert die Bank Projekte und setzt sich für soziale und kulturelle Belange ein. Sie unterstützt Vereine sowie gemeinnützige Einrichtungen mit Geld- bzw. Sachspenden.

## Sonstiges

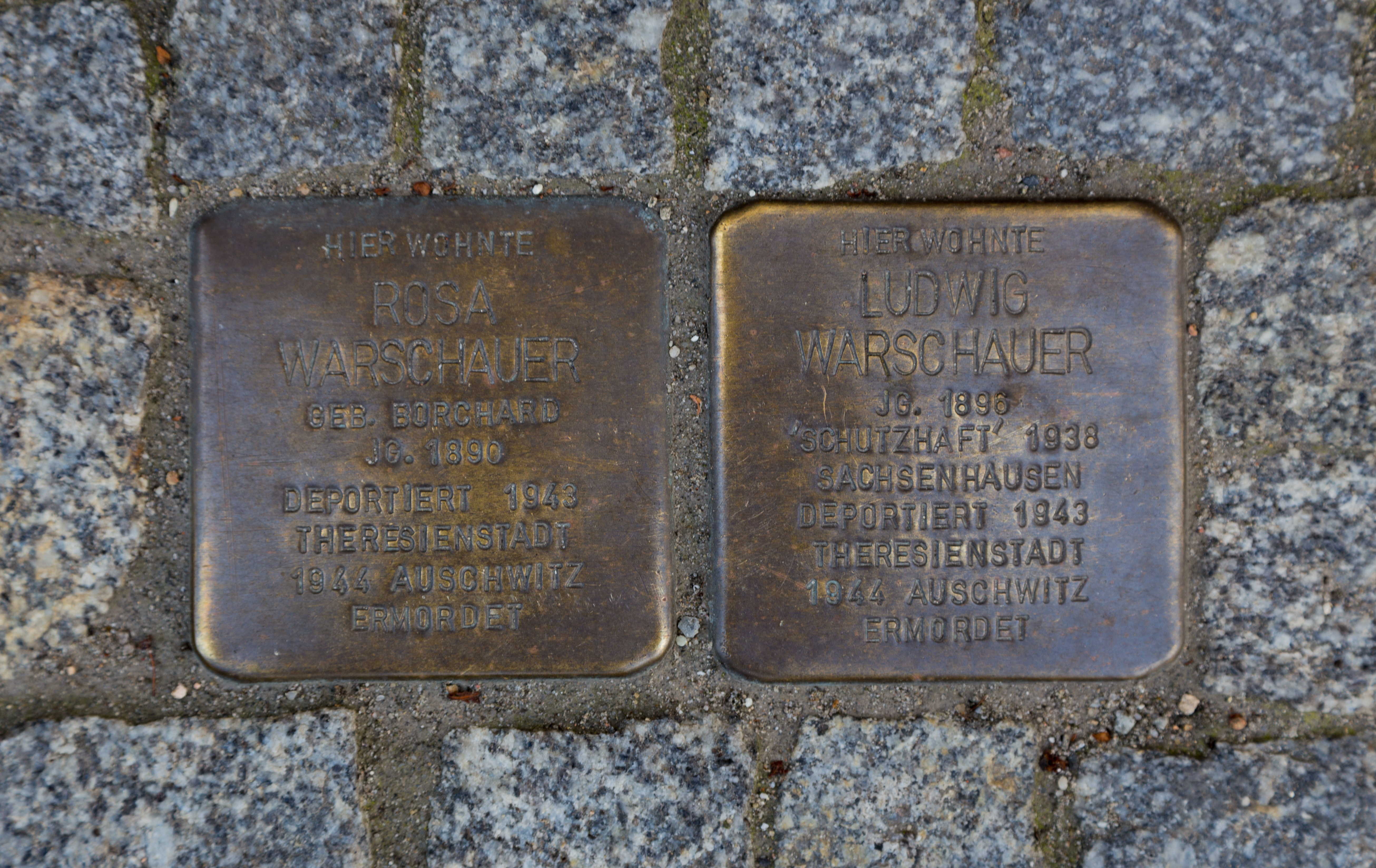
Stolpersteine für Rosa und Ludwig Warschauer im Bürgersteig vor dem Hauptsitz in Beeskow.

Vor dem Hauptsitz in Beeskow wurden 2014 zwei Stolpersteine für Rosa und Ludwig Warschauer verlegt.

## Geschäftsgebiet
Das Geschäftsgebiet liegt im Süden und Osten des Landkreises Oder-Spree und in der angrenzenden kreisfreien Stadt Frankfurt (Oder).
An diesen Orten betreibt die Bank Filialen:
- Beeskow (Hauptstelle, jur. Sitz + 1 SB-GS)
- Storkow (Mark) (Geschäftsstelle)
- Frankfurt (Oder) (Geschäftsstelle)
- Eisenhüttenstadt (Geschäftsstelle)
- Müllrose (Geschäftsstelle)
- Neuzelle (Geschäftsstelle)
- Lindenberg (Selbstbedienungsstelle)
- Bad Saarow (Geschäftsstelle)